# CPI dos Sanguessugas
A CPI Mista dos Sanguessugas ou CPMI dos Sanguessugas foi criada  no Congresso Nacional em 14 de junho de 2006 com a finalidade de concluir as investigações sobre o esquema de fraude em licitações para a compra de ambulâncias. Foi composta por 17 deputados e 17 senadores, presidida pelo deputado Antonio Carlos Biscaia (PT-RJ), e a relatoria do senador Amir Lando (PMDB-RO).
A CPI foi instaurada após a Polícia Federal do Brasil desencadear, em maio, a Operação Sanguessuga, que prendeu parlamentares, assessores e servidores públicos acusados de utilizar 110 milhões de reais do Orçamento na compra de ambulâncias superfaturadas.
A CPI investigou um total de 90 parlamentares (87 deputados e 3 senadores). Além disso, 25 ex-parlamentares também são suspeitos de pertencer a "máfia das ambulâncias".
Em 10 de agosto de 2006 a CPI aprovou um relatório parcial em que foi recomendada a abertura de processo de cassação de 72 parlamentares. A lista seguiu para os Conselhos de Ética de cada uma das casas do legislativo, aos quais caberia decidir sobre a abertura dos processos de cassação de mandato. Destes, nenhum foi cassado. 
Em outubro de 2006, somente cinco deputados se reelegeram e dois senadores continuaram com o mandato, que estava na metade.
Após a votação da lista dos parlamentares, as investigações da CPI passaram a se concentrar sobre o poder executivo.
No Judiciário, foram abertas diversas ações criminais e de improbidade administrativa contra a família Vedoin, prefeitos, vereadores e parlamentares, em vários locais do Brasil. Os procedimentos foram fruto da investigação da Procuradoria-Geral da República (PGR) e da Polícia Federal e não da CPI.